# Paraphaeosphaeria vectis
Paraphaeosphaeria vectis är en svampart som först beskrevs av Berk. & Broome, och fick sitt nu gällande namn av Hedjar. 1969. Paraphaeosphaeria vectis ingår i släktet Paraphaeosphaeria och familjen Montagnulaceae.   Inga underarter finns listade i Catalogue of Life.